# COB LED

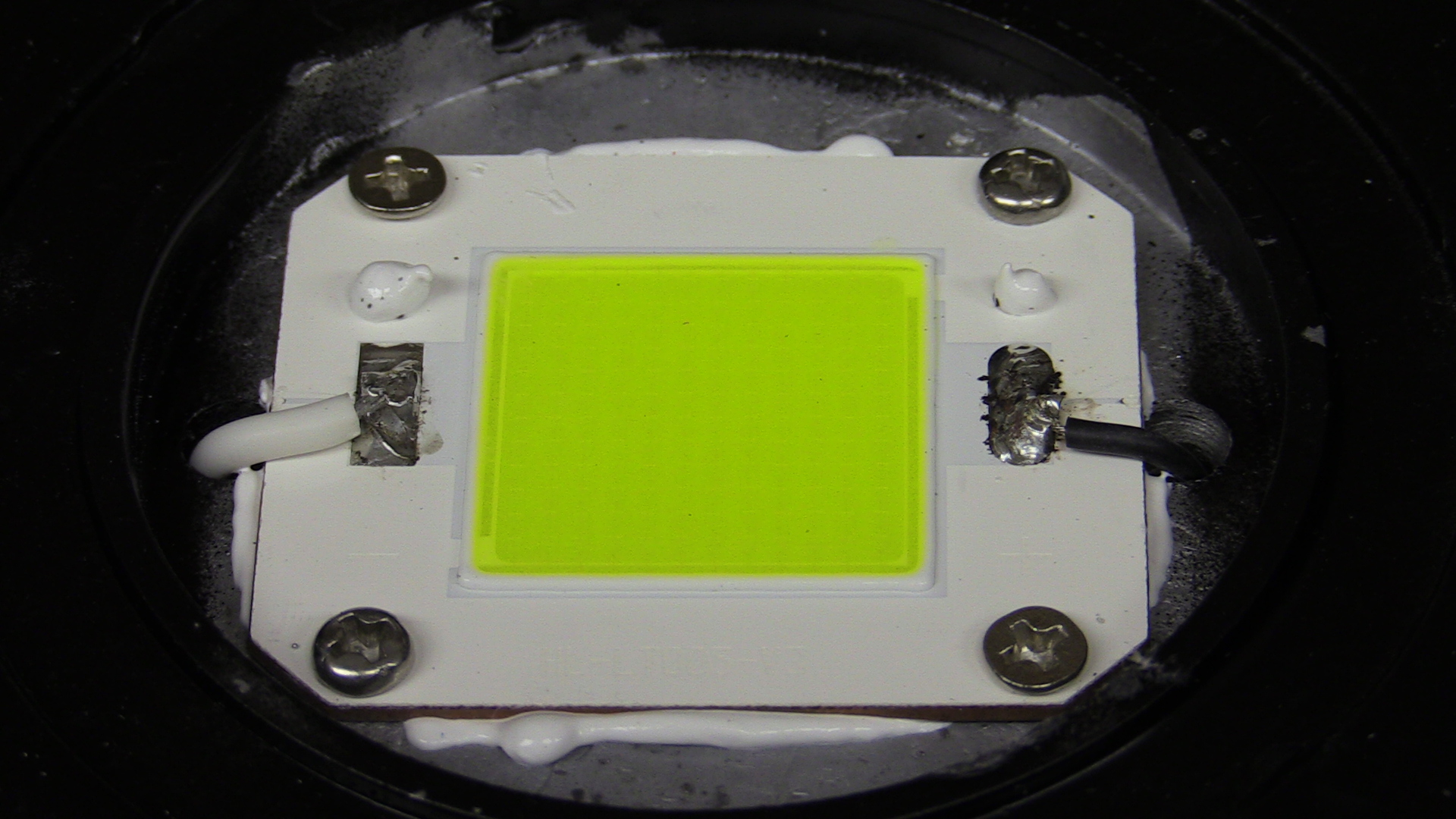
COB LED

Un LED COB (LED Chip On Board) è un chip di LED multipli saldati direttamente su un substrato a formare un modulo unico.

## Caratteristiche
La tecnologia COB è molto simile a quella SMD in quanto sono presenti più diodi sullo stesso chip. In genere su ogni chip COB ci sono più diodi, tipicamente 9 o più.
I COB LED includono uno strato di silicone contenente fosforo Ce:YAG giallo che incapsula i LED e trasforma la luce blu dei LED in luce bianca.
I LED COB sono solitamente costruiti su un PCB in alluminio che fornisce una buona conduttività termica a un dissipatore di calore.
L'altra grande differenza tra la tecnologia COB e SMD risiede nel fatto che mentre gli SMD richiedono un circuito per ogni diodo sul chip, i dispositivi COB hanno solo 1 circuito e 2 contatti per l'intero chip, indipendentemente dal numero di diodi, portando a una notevole semplicità circuitale.
L'efficienza luminosa tipica è compresa tra gli 80 lumen per watt fino a oltre 100 lumen per watt.

## MCOB
Evoluzione dei LED COB è la tecnologia MCOB (Multiple Chip On Board), ovvero più LED COB combinati insieme in un unico modulo.